# Phare d'Ínsua
Le phare d'Ínsua est un phare situé sur l'île d'Ínsua dans la ville frontalière de Caminha, dans le district de Viana do Castelo (Région Nord du Portugal).
Il est géré par l'autorité maritime nationale du Portugal à Oeiras (Grand Lisbonne) .

## Histoire
Le premier phare avait été établi en 1886 sur le Fort d'Ínsua à l'embouchure de la rivière Minho. C'était une tourelle en fer supportant un feu blanc fixe pour guider les pêcheurs vers le port.
Le phare actuel est un local technique carré d'un étage sur lequel repose une tourelle métallique blanche autour de laquelle s'enroule un escalier en spirale menant au feu alimenté à l'énergie solaire. Il émet, à 17 m de hauteur focale et selon différents secteurs, un éclat (blanc, rouge ou vert), toutes les 4 secondes.
Identifiant : ARLHS : POR028 ; PT-010 - Amirauté : D2002 - NGA : 3076.
|             |
| L'île Ínsua |

|                      |
| Le phare sur le fort |

### Lien connexe
- Liste des phares du Portugal